# Bianca Pascu
Bianca Pascu (ur. 13 czerwca 1988 w Braszowie) – rumuńska szablistka, brązowa medalistka mistrzostw świata.
Podczas mistrzostw świata w Budapeszcie w 2019 roku wywalczyła brązowy medal w turnieju indywidualnym. Wyprzedziły ją jedynie Ukrainka Olha Charłan i Rosjanka Sofja Wielika. Była też między innymi dziesiąta na mistrzostwach świata w Wuxi w 2018 roku.
Wystartowała na igrzyskach olimpijskich w Londynie w 2012 roku, gdzie odpadła w pierwszej rundzie zawodów indywidualnych. Był to jej jedyny start olimpijski.
Ponadto wywalczyła brązowy medal indywidualnie na mistrzostwach Europy w Tbilisi w 2017 roku